# Onaga Takeshi
Onaga Takeshi (翁長 雄志 Onaga Takeshi) (2 tháng 10 năm 1950 - 8 tháng 8 năm 2018) là chính khách người Nhật Bản. Onaga từng là thành viên của Hội đồng tỉnh Okinawa từ năm 1992 đến năm 1996, giữ chức vụ làm thị trưởng Naha từ năm 2000 đến năm 2014 trước khi được bầu làm thống đốc. Năm 2014, Onaga  trở thành thống đốc thứ 7 tỉnh Okinawa cho đến khi qua đời vào năm 2018.